# Audignies
Audignies település Franciaországban, Nord megyében. Lakosainak száma 364 fő (2022. január 1.). Audignies Bavay, Locquignol, La Longueville és Mecquignies községekkel határos.

## Népesség
A település népességének változása:
| Lakosok száma | 326  | 348  | 361  | 366  | 369  | 372  | 374  | 369  | 364  |
|               | 2013 | 2015 | 2016 | 2017 | 2018 | 2019 | 2020 | 2021 | 2022 |